# Cleisostoma callosilobum
Cleisostoma callosilobum är en orkidéart som först beskrevs av Johannes Jacobus Smith, och fick sitt nu gällande namn av Leslie Andrew Garay. Cleisostoma callosilobum ingår i släktet Cleisostoma och familjen orkidéer.
Artens utbredningsområde är Sumatera. Inga underarter finns listade i Catalogue of Life.